# Очень страшное кино 2
«Очень страшное кино 2» (англ. Scary Movie 2) — американский комедийный фильм 2001 года режиссёра Кинена Айвори Уайанса, пародирующий известные фильмы ужасов. Кассовые сборы в США — $71 308 997, в мире — $69 911 681 (итого $141 220 678).

## Сюжет
После событий первой части проходит год. Синди Кэмпбелл, Брэнда Микс, Рэй Уилкинс и Шорти Микс («Мелкий») поступили в колледж и пытаются начать новую жизнь после инцидента, о котором повествует первая часть. В данном фильме бойфренда Синди зовут Бадди. История начинается с того, что профессор Олдмен и его прикованный к инвалидному креслу ассистент Дуайт решают заняться изучением призраков, используя подростков в качестве приманки. Прибывшие в замок с привидениями Синди и её друзья встречают там попугая-матершинника и смотрителя Хенсона с вывороченной и изуродованной левой рукой.
Синди чувствует присутствие потусторонних сил в доме и интересуется у Олдмена, это случайно не тот ли дом, где в девочку вселился демон (отсылка к началу фильма). Тот говорит, что некоторые считают это правдой, но доказательств этому не нашлось. Затем появляется Хенсон, который портит ужин и аппетит всем присутствующим за столом. Синди и её друзья расходятся по комнатам голодные.
Поздно ночью ребят будит чей-то смех. Все собираются в гостиной, и призрак просит их поиграть с ним. С лестницы скатывается баскетбольный мяч, и Синди с друзьями начинают выделывать с ним танцевальные трюки.
На следующий вечер Синди слышит голос, который зовёт её в гостиную. Там она встречает Бадди, и они вместе идут по кровавым следам на полу, которые приводят их к шкафу с книгами. За ним Бадди и Синди находят секретный проход и заходят в подвал, где находят дневник Кэрролайн — жены бывшего хозяина дома. Также Синди обнаруживает её портрет и замечает, что они с ней сильно похожи. Неожиданно появляется чёрный кот и начинает угрожающе шипеть. Синди и Бадди уходят, забрав дневник. Синди читает записи бывшей хозяйки этого дома об изменах со стороны своего мужа, и воспоминание этого дневника заставляет её одеться в красное платье и идти соблазнять профессора. Она превращается в Рэя, и профессор сбрасывает её с себя.
Утром все беседуют о странностях этого дома. Синди рассказывает о том, что Хью Кейн — бывший хозяин этого дома — хочет её, чем вызывает ревность у Алекс, ранее занимавшуюся сексом с его духом. Бадди подслушивает разговор профессора с Дуайтом и рассказывает друзьям, что над ними проводят эксперимент. Тео решает соблазнить Дуайта с целью забрать ключи от дома, но после его отказа вырубает телефонным аппаратом и забирает ключи.
Но тут полтергейст выходит из-под контроля и запирает все двери и окна в доме. Сам профессор Олдмен гибнет от рук призрака любовницы Хью Кейна — Виктории. Синди и остальные убегают в одну комнату, где Дуайт раздаёт им специальные очки, бластеры и картонные стаканы. Позже Дуайт сходится в битве с Хью Кейном, после которой он выпадает из окна, отказавшись взяться за изуродованную руку Хенсона. В смотрителя вселяется дух Кейна, и он вскрывает череп Мелкому. Синди видит, что у Мелкого вместо мозга негр с кривыми зубами. Она, Бренда и Тео одеваются в Ангелов Чарли и дерутся с Хенсоном. В конце драки из смотрителя выходит Хью Кейн, а сам Хенсон уничтожается. Дуайт говорит Синди, что она должна заманить полтергейста на специальную платформу, которая его уничтожит. Синди удаётся привести Хью Кейна на платформу, но сама она из-за страха не может двинуться с места. Рэй врезается в неё, тем самым убрав с уже запустившейся платформы. Хью Кейн уничтожается.
Спустя два месяца Синди и Бадди идут в парк гулять. Подойдя к продавцу хот-догов, Синди узнаёт в нём Хенсона, который говорит, что вернулся за ней. Бадди убегает, а Синди в отчаянии кричит. Но тут Хенсона сбивает машина с Мелким за рулём, отвлёкшимся от вождения из-за минета, который ему делала Виктория.

## В ролях
| Актёр               | Роль                            |
| ------------------- | ------------------------------- |
| Анна Фэрис          | Синди Кэмпбелл                  |
| Реджина Холл        | Бренда Микс                     |
| Шон Уэйанс          | Рэй Уилкинс                     |
| Марлон Уэйанс       | Мелкий                          |
| Кристофер Мастерсон | Бадди                           |
| Дэвид Кросс         | Дуайт Хартман                   |
| Крис Элиотт         | Хенсон                          |
| Кэтлин Робертсон    | Тео                             |
| Тори Спеллинг       | Алекс Мандей                    |
| Тим Карри           | профессор Олдмен                |
| Джеймс Дебелло      | Томми                           |
| Джеймс Вудс         | отец МакФили                    |
| Энди Рихтер         | отец Харрис                     |
| Наташа Лионн        | Мэган Вурхис                    |
| Вероника Картрайт   | миссис Вурхис                   |
| Ричард Молл         | Хью Кейн (призрак адского дома) |

## До начала съёмок
Марлон Брандо получил 1 млн долларов за маленькую роль священника Макфли, которую он должен был сыграть в начальной сцене фильма, пародирующей «Изгоняющего дьявола» (1973). Но за несколько дней до начала съёмок знаменитый актёр заболел пневмонией и выбыл из проекта. Однако никто так и не решился потребовать от Брандо, чтобы тот вернул выплаченные ему деньги. Роль Макфли затем предложили Чарлтону Хестону, но он от неё отказался. В итоге её исполнил Джеймс Вудс.

## Съёмки
Съёмки фильма проходили в США, при том, что остальные части серии снимались в Британской Колумбии Канады. К фильму был также снят альтернативный вариант концовки, не вошедший в прокатную версию фильма. В этой концовке Синди обнаруживает, что все её друзья мертвы.
Язык, показанный в пародии на «Экзорциста», — настоящий реквизит, участвовавший в съёмках реального фильма «Экзорцист» 1973 года выпуска.

## Пародии и отсылки
- Очень страшное кино — Синди мастурбирует пенис Бадди, который эякулирует с большой силой и большим количеством, отбрасывая Синди на дверь. Финальная сцена, когда автомобиль с Мелким сбивает смеющегося Хенсона, поднявшего руки к небу, там же можно услышать и диалог: «Ты ничего не слышал?» — «Нет, соси дальше».
- Экзорцист — начальная сцена фильма.
- Невидимка — Синди и тяжело раненного Бадди запирают в холодильнике. Термоочки и оружие — точная копия тех, что использовали герои «Невидимки». Призрак стягивает одеяло со спящей Алекс. Призрак поднимает Бади за штаны, и Синди стреляет в призрака. В удалённой сцене Синди пачкает кровью пол, чтобы найти призрака. Так же, перед тем, как заманить призрака в ловушку, Бадди говорит, что возьмёт компьютер Синди, если та умрёт. Это, вероятно, является отсылкой к диалогу из фильма «Невидимка», где лаборанты в шуточной форме спорили, кому достанется «Порше» начальника, если тот погибнет при эксперименте. Также имя Хью Кейн созвучно с именем Себастьян Кейн.
- Охотники за разумом — сцена в начале фильма, где герои сидят в классе.
- Призрак дома на холме — Тео — пародия на персонажа из этого фильма. Группа студентов используется для изучения полтергейста, сами того не зная. Синди находит скелет в пепле. В удалённой сцене струна от рояля ранит Бренду в глаз.
- Полтергейст — клоун под кроватью Рэя. Гигантский куст конопли. Сцена, где Алекс занимается сексом на своей кровати и на стенах с призраком. Две удалённые сцены, где Синди затягивает в комнату призрак и где Синди пытается смыть в унитаз мёртвого попугая.
- Поли — говорящий попугай в фильме.
- Ганнибал — когда Хенсон чуть не съедает мозг Мелкого.
- Ангелы Чарли — когда Синди, Бренда и Тео дерутся врукопашную с Хенсоном. Имя Героини Тори Спеллинг, Алекс Мандей, созвучно с именем героини Люси Лью, Алекс Мандэй.
- Что скрывает ложь — сцена, где Синди в красном платье соблазняет профессора, а потом превращается в Рэя. В удалённой сцене Синди чуть не тонет в ванной.
- Кладбище домашних животных — когда кот нападает на Синди.
- Гарри Поттер — Бадди отдаёт Синди книгу «Хэрри Посхер».
- Пункт назначения — эпизод в начале фильма, где пару влюблённых сбивает автобус с номером 103.
- Сияние — Синди и Бадди заперты в холодильнике.
- Дракула — сцена, где Алекс занимается сексом на своей кровати и на стенах с призраком.
- Полтергейст 2 — смотритель Хенсон — пародия преподобного Генри Кейна, лидера культа в «Полтергейсте 2». Название семейного дома «Кейн», песня, которую в одной из сцен поёт Хэнсон Синди.
- Крадущийся тигр, затаившийся дракон — пародируются названия приёмов восточных единоборств во время пародии Ангелов Чарли.
- Кости — когда профессор следует за призраком.
- Смерч — когда Синди создаёт торнадо в доме.
- Ужас Амитивилля — сцена, где священник покрыт крупными чёрными мухами, сидя на унитазе, и со страшным напряжением пытается опорожниться.
- Изгой — в одной из удалённых сцен у Мелкого волейбольный мяч с нарисованным на нём лицом.
- Команда А — Синди, закрытая с Бадди, собирает бульдозер Caterpillar из различного хлама и таранит стену, образовывая спасительный проход.
- Худеющий — в конце фильма Мелкий сбивает Хенсона машиной, когда Кэрролайн делает ему минет.
- Где моя тачка, чувак? — сцена в комнате парней, где вместо наколок «Чувак» и «Дорогой» другие наколки: «Рэй» и «Трахнул меня».
- Рокки — сцена, где Синди бьёт кота в замедленном темпе.
- Шоу ужасов Рокки Хоррора — Хенсон имеет сходство с Рифф Раффом, а Дуайт — с доктором Скоттом.
- Грязный Гарри — слова Дуайта: «У тебя счастливый день, мразь»?
- За мной последний танец — Мелкий учит Синди быть крутой.
- Дикий, дикий запад — Когда Хенсон и Дуайт обмениваются оскорблениями в форме игры слов.
- Миссия невыполнима 2 — дуэль инвалидных колясок между Дуайтом и призраком — подражание мотогонке из «Миссия невыполнима 2». Во время дуэли перья голубей летят между дуэлянтами, пародируя подпись Джона Ву, которая видна во многих из его фильмов.
- Фредди мёртв. Последний кошмар — карта, которую смотрит Синди в машине, с помощью которой можно дойти до адского дома, повороты на улицу Вязов.
- Роковое влечение — болезненная одержимость Алекс призраком.
- Маленький магазинчик ужасов — Когда растение Мелкого выходит из горшка.
- Ночь демонов — сцена с ходячим скелетом в крематории.
- Пятница, 13 — у Меган Вурхиз та же самая фамилия, что у Памелы Вурхиз, убийцы в первом фильме серий «Пятница, 13» и её сына, Джейсона (убийца из остальных серий). Также на карте в начале фильма можно увидеть надпись, что является отсылкой к фильму.
- Титаник — когда Бадди и Синди заперты в морозилке, Синди говорит ему те самые слова, которые были сказаны Роуз Джеком, когда они были в холодной воде: «Не прощайся, мы не умрём. Ты умрёшь не скоро, стариком, но не здесь» и «В этом доме я нашла самое большое счастье своей жизни!», звучит знаменитая песня из «Титаника».
- Молчание ягнят — сцена в комнате парней, когда Рэй спрашивает Дружка.
- Я всё ещё знаю, что вы сделали прошлым летом — в конце фильма убийца утаскивает Джули Джеймс под кровать. В пародии клоун утаскивает Рэя Уилкинса, а потом Рэй клоуна.
- Исполнитель желаний — сцена, когда скелет преследует Синди.
- Цельнометаллическая оболочка — Дуайт Хартман (отсылка к фамилии сержанта) карабкается наверх, рассказывает про обучение в морской пехоте, хамит своей спутнице и повествует о том, как два года ползал на брюхе во Вьетнаме.
- Чужой: Воскрешение — Рэй пристёгивает парализованного Дуайта ремнём спиной к спине.
- Охотники за привидениями — ловушка для призрака имеет сходство с ловушкой у охотников.